# Pasargada
Pasargada (perz. پاسارگاد, starogrčki Πασαργάδαι), jedan je od glavnih gradova Perzijskog Carstva u doba vladavine iranske dinastije Ahemenida. Korišten je kao administrativno središte i odmorište perzijskih vladara Kira Velikog i Kambiza II., dok Darije I. Veliki krajem 6. stoljeća pr. Kr. premiješta glavni grad u Perzepolis. 
Pasargada je danas važan arheološki lokalitet ahemenidske arhitekture koja predstavlja sintezu raznih kultura koje su uživale poštovanje kulturne raznolikosti, zbog čega je upisan na UNESCO-ov popis mjesta svjetske baštine u Aziji 2004. godine.

## Etimologija
Prema elamskom klinopisu pronađenom u Perzepolisu, Pasargada je nazivan Batrakataš ili Pâthragâda („Perzijski vrt“) na staroperzijskom jeziku, dok današnje ime vuče korijene iz grčke izvedenice. Smatra se da grčka riječ za raj  paradeisos potječe od imena grada Pasargada, koji je bio poznat diljem antičkog svijeta po prelijepim vrtovima.

## Lokacija
Grad Pasargada smješten je nedaleko od današnjeg grada Širaza, odnosno u provinciji Fars u današnjem Iranu. Od Perzepolisa, koji je izgrađen tridesetak godina poslije, udaljen je svega 43 km.

## Povijest

### Perzijska plemena
Područja oko antičkog grada Pasargada vjerojatno su bila naseljena perzijskim plemenima i prije doba Kira Velikog, koji se smatra osnivačem grada. Toj teoriji idu u prilog djela antičkih grčkih pisaca koji spominju Ahemena i njegovo pleme Pasargada, no postoji mogućnost kako je Kir grad nazvao prema svom glavnom plemenu, jednom od 10-15 perzijskih plemena iz te regije. Budući da je područje oko grada plodna i planinama zaštićena dolina (15 km dužine i 3 km širine) kroz koju protječe rijeka, lokacija je imala savršene preduvjete za naseljavanje ljudi.

### Glavni grad Perzije
Grad Pasargada je bio prvi glavni grad Perzijskog Carstva. Osnovao ga je slavni Kir Veliki, osnivač Perzijskog Carstva i dinastije Ahemenida. Povjesničar Strabon tvrdi kako je Kir odabrao tu lokaciju zbog političkih razloga jer je tu pobijedio Medijce (Vidi: Opsada pasargadskog brda i Bitka kod Pasargada), dok se kao odabir lokacije navode i estetski razlozi jer radi se o povišenju doline okruženoj planinama sa svih strana. Gradnja je počela 546. pr. Kr. ili kasnije, i ubrzo je postao centrom carstva koje se protezalo većinom današnjeg azijskog dijela Bliskog istoka; od Male Azije na zapadu do Indije na istoku. Osim kao administrativno središte, Pasargad je služio i kao odmorište perzijskom vladaru pa su u njemu izgrađeni brojni vrtovi, te sofisticiran sustav navodnjavanja pomoću kanata. Grad je kasnije dao nadograditi i Kirov sin Kambiz II. koji je većinu svog života proveo šireći Perzijsko Carstvo u Africi, posebno Egiptu. Pasargad je bio glavni grad sve do dolaska Darija I. Velikog koji je dao sagraditi novi grad koji će se vezivati uz njegovo ime, veličanstveni Perzepolis. Darije je Pasargadu (zajedno s Perzepolisom i Suzom) Kraljevskom cestom povezao s lidijskim gradom Sardom u Maloj Aziji.

### Kirova grobnica
Najvažniji dio kompleksa u gradu Pasargadu svakako je grobnica Kira Velikog. Sastoji se od šest velikih stepenica koje vode do glavne grobnice dimenzija 3.17 za 2.11 metara (omjer 1:1.5), te 2.11 m visine. Krov je izgrađen na dvije vode, a ulaz u grobnicu je nizak i tijesan. Iako postoje sumnje kako se radi o grobnici Kira Velikog, grčki povjesničari tvrde kako je Aleksandar Makedonski vjerovao kako je riječ o grobnici Kira Velikog. Nakon što je opljačkao i uništio Perzepolis, otišao se pokloniti na grob Kiru Velikom u Pasargadu. Navodi se kako je Aleksandar naredio i obnovu grobnice, te je kaznio one koji su je pokušali oštetiti. Povjesničar Arijan u 2. stoljeću nove ere piše kako je Aleksandar naredio Aristobulu, jednom od njegovih zapovjednika, da uđe u grobnicu gdje je ovaj našao zlatni krevet, stol s posuđem za piće, zlatni lijes i ornamente s dragim kamenjem koji su sadržavali zapise o grobnici. Nijedan od tih predmeta nije preživio do današnjeg doba, a o značenju teksta iz grobnice se i danas vode rasprave. Strabon je napisao kako tekst govori:
Prolazniče, ja sam Kir, koji je stvorio Perzijsko Carstvo, i koji je bio kraljem Azije.
Ne zavidi mi na ovom spomeniku.
Drugi oblik istog teksta, zapisan u djelu „Perzija: Besmrtno kraljevstvo“ kaže:
Prolazniče, ja sam Kir, koji je stvorio Perzijsko Carstvo, i koji je bio kraljem Azije.
Ne zavidi mi na ovom komadiću zemlje koji prekriva moje tijelo.
Grobnica Kirovog sina Kambiza II. također je pronađena 2006. godine.

### Legende
Legenda kaže kako je u doba islamskog osvajanja Irana arapska vojska htjela razoriti grobnicu, no kako je tamošnje stanovništvo uvjerilo arapske zapovjednike kako se ne radi o grobnici Kira Velikog, već o grobnici majke kralja Salomona, što je poštedjelo njeno rušenje. Kao rezultat, natpis na grobnici zamijenjen je citatom iz Kurana i grobnica je postala poznata kao Qabr-e Madar-e Sulaiman, odnosno „grobnica Salomonove majke“. Pod tim imenom poznata je i dan danas.

### Suvremeno doba
U današnje vrijeme postoje samo ruševine nekoć veličanstvenog kompleksa u Pasargadu i njegovih vrtova, koje su uništili vrijeme, brojni potresi i osvajačka razaranja Makedonaca, Arapa te posebno Mongola. Zbog izgradnje brane i umjetnog jezera u blizini Pasargada, posljednjih godina zabilježena je prava navala arheološkog istraživanja okolice pasargadskog kompleksa. Godine 2007. najavljena je nova restauracija Kirove grobnice zbog oštećenja donjeg pojasa koje je prouzročilo djelovanje snijega i kiše. Prilikom arheoloških istraživanja tokom zadnjih nekoliko godina, pronađena je i grobnica Kirova brata Kambiza II., te gotovo 270 metara dug kanal u pasargadskom vrtu. Osim arheološkog značaja, Pasargada danas je i popularno turističko odredište u Iranu.

## Tehnologija
Novija istraživanja strukturalne tehnologije u Pasargadu pokazala su kako su perzijski inženjeri sagradili grad koji je mogao izdržati jake potrese, čak do 7. stupnja prema Richterovoj ljestvici. Temelji graditeljskih zdanja u Pasargadu građeni su tehnologijom izolirane baze temelja, koja se danas koristi pri gradnji modernih osjetljivih objekata poput nuklearnih elektrana, zbog zaštite od seizmičkih aktivnosti.
Značajan doprinos graditeljstvu predstavlja i uporaba konstruktivnih spona (kopči) između kamenih blokova, koje su izgrađene od metala. Takav konstruktivni sustav zajedno s izoliranom bazom temelja stvorili su preduvjete za gradnju mnogo većih odnosno viših i tankijih konstruktivnih elemenata, koji su svoj vrhunac doživjeli u Perzepolisu gdje su stupovi bili visoki čak 20 metara što ih čini najvišim i u odnosu na visinu najtanjim stupovima antičkog doba, a rasponi stupova od 8.65 m su također veći od bilo kojeg arhitektonskog zdanja tog doba.
Značajni doprinos perzijskih inženjera ostvaren je i na području opskrbe vodom tzv. kanatima koje su graditelji usijekli duboko u planine i pomoću njih bi dopremali i čuvali svježu vodu. Zahvaljujući tom vodovodnom sustavu i umijećem kontroliranja tlaka, u pasargadskom vrtu izgrađen je pravocrtni kanal dužine gotovo 1000 m uzduž kojeg su se svakih 15 m nalazile malene fontane.

## Umjetnost
Srce kompleksa u Pasargadu čini tvrđava Tall-i-Takht („Prijestolni brežuljak“) koja se nalazi na povišenju u odnosu na okolinu, te koja gleda na okolne „rajske“ vrtove s južne strane. Tvrđava se sastoji od dva manja dijela; rezidencijalne palače i dvorane za prijem („Apadana“), karakteristične za perzijsku arhitekturu. Apadana ili dvorana za prijem sastoji se od brojnih stupova i ima pristup s jugoistoka, gdje posjetitelj prvo mora proći kroz vrata a potom prijeći most preko rijeke Pulvar. Smještaj i oblikovanje kompleksa indiciraju kako je prema kompleksu u Pasargadu oblikovana i kasnije sagrađena atenska Akropola.
Oblikovanje Kirove grobnice pripisuje se utjecajima mezopotamskih ili elamskih zigurata, no komora ima obilježja Urartu grobnica iz ranijih vremenskih perioda. Očito jest da Kirova grobnica ima potpuno iste dimenzije kao i grobnica Alijata II., oca lidijskog kralja Kreza. Unatoč tome što neki odbacuju te podudarnosti, prema Herodotovim zapisima Kir Veliki poštedio je Kreza nakon osvajanja Lidije, te je Krez postao članom perzijskog kraljevskog dvora. Glavni ukras na grobnici je rozeta na zabatu iznad vrata. U kompleksu su pronađeni brojni reljefi koji prikazuju Kira Velikog i razne životinje.
Općenito, umjetnost i arhitektura u Pasargadu predstavljaju perzijsko miješanje različitih tradicija koje objedinjuje umjetničke elemente Elama, Babilonije, Asirije, Egipta, te Anatolije.
Pasargada se smatra kolijevkom popularnih „perzijskih vrtova“, koji su uzori modernim parkovima u zadnjih 2500 godina. Karakteristika perzijskih vrtova je pravokutan oblik simetrično podijeljen ortogonalnim glavnim komunikacijama na četiri dijela; one formiraju križ u unutrašnjosti parka i tu se u bazenima i kanalima nalazi voda, dok šetnice imaju hlad od visokog raslinja. Pasargadski vrt ima kolosalne dimenzije od 2 x 3 km, a kanali s vodom protezali su se gotovo kilometar u dužinu, dok su se male fontane nalazile svakih 16 metara.

## Moderne kontroverze

### Brana Sivand
Veliku zabrinutost za sudbinu Pasargada pokazali su mnogi nakon što je najavljena izgradnja brane Sivand, nazvanu prema obližnjem gradu Sivandu. Detaljna studija izgradnje brane trajala je preko 10 godina, pa Iranska organizacija za kulturno naslijeđe nije pokazala zabrinutost zbog moguće poplave okolnih područja.
Smještaj brane između ruševina Perzepolisa i Pasargada zabrinula je mnoge Irance i arheologe diljem svijeta, no stručnjaci koji su sudjelovali u projektu brane Sivand tvrde kako se unaprijed utvrđena obala novog jezera nalazi ispod razine arheoloških nalazišta u Perzepolisu i Pasargadu. Također, stručnjaci se slažu kako brojna arheološka nalazišta u Iranu predstavljaju probleme pri projektiranju i gradnji umjetnih jezera i brana, po čemu je Iran u posljednje vrijeme druga zemlja svijeta, poslije Kine.
Osim zabrinutosti zbog mogućih poplava, arheolozi su izrazili zabrinutost i zbog povećanja vlažnosti zbog umjetnog jezera, no ministri energetike tvrde kako se to može obeštetiti mogućnošću kontroliranja razine jezera. Izgradnja brane počela je 19. travnja 2007. godine.

## Popularna kultura
- Filipinski nogometni klub Pasargada FC kojeg su osnovali Iranci, dobio je ime po antičkom gradu Pasargadu.

## Poveznice
- Ahemenidsko Perzijsko Carstvo
- Ahemenidi
- Kir Veliki
- Perzijski ustanak
- Darije I. Veliki
- Perzepolis
- Ekbatana
- Suza

## Vanjske poveznice
|  | Zajednički poslužitelj ima još gradiva o temi Pasargada |

- Fotografije Pasargada  Arhivirana inačica izvorne stranice od 18. siječnja 2007. (Wayback Machine)
- Svjetska baština UNESCO-a
- Pasargad, Iran Chamber
- Službena stranica Perzepolisa  Arhivirana inačica izvorne stranice od 9. ožujka 2008. (Wayback Machine)
- Pasargad
- Virtualna rekonstrukcija Pasargada: persepolis3D  Arhivirana inačica izvorne stranice od 4. ožujka 2016. (Wayback Machine)
- Galerija fotografija Pasargada i Perzepolisa (2009., njemački jezik)  Arhivirana inačica izvorne stranice od 20. travnja 2016. (Wayback Machine)
- Engineering an Empire: The Persians, dokumentarni film „The History Channela“